# Donny Crevels

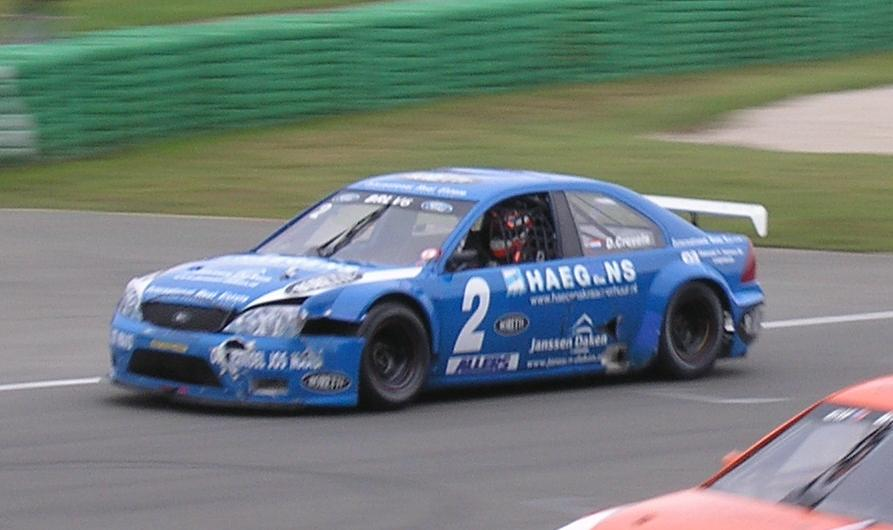
Donny Crevels 2007 in der BRL V6

Donny „The Don“ Crevels (* 6. Februar 1974 in Amsterdam) ist ein ehemaliger niederländischer Autorennfahrer.

## Karriere als Rennfahrer
Donny Crevels gewann 1991 mit 17 Jahren den Kart-World-Cup der Formel K und wechselte 1993 in den Monopostosport. 1994 gewann er die Gesamtwertung der Formel-Opel-Meisterschaft der Niederlande. Im selben Jahr gewann er auch den Nations-Cup der Rennserie und wurde Gesamtdritter der Euroseries. 1996 wechselte er in die Formel 3, wurde 1998 Gesamtsieger der Italienischen Formel-3-Meisterschaft und war im selben Jahr Testfahrer für Minardi in der Formel-1-Weltmeisterschaft.
Nachdem weitere Engagements bei den Monopostos ausblieben, wechselte er 2000 in den Touren- und Sportwagensport. Er bestritt Rennen im niederländischen Marcos Mantis Cup, ging in der V8-Star-Serie an den Start und war 2004 der erste Gesamtsieger in der Benelux Racing League V6. International war er 2005 und 2006 als Werksfahrer bei dem niederländischen Sportwagenhersteller Spyker Cars verpflichtet, für den er in der American Le Mans Series, dem 12-Stunden-Rennen von Sebring und beim 24-Stunden-Rennen von Le Mans an den Start ging.

## Statistik

### Le-Mans-Ergebnisse
| Jahr | Team                 | Fahrzeug               | Teamkollege          | Teamkollege    | Platzierung | Ausfallgrund |
| ---- | -------------------- | ---------------------- | -------------------- | -------------- | ----------- | ------------ |
| 2001 | Racing for Holland   | Dome S101              | Jan Lammers          | Val Hillebrand | Ausfall     | Batterie     |
| 2005 | Spyker Squadron b.v. | Spyker C8 Spyder GT2-R | Peter van Merksteijn | Tom Coronel    | Ausfall     | Motorschaden |
| 2006 | Spyker Squadron b.v. | Spyker C8 Spyder GT2-R | Peter Dumbreck       | Tom Coronel    | Ausfall     | Motorschaden |

### Sebring-Ergebnisse
| Jahr | Team            | Fahrzeug                | Teamkollege   | Teamkollege | Platzierung | Ausfallgrund |
| ---- | --------------- | ----------------------- | ------------- | ----------- | ----------- | ------------ |
| 2005 | Spyker Squadron | Spyker C-8 Spyder GT2 R | Marc Goossens | Tom Coronel | Ausfall     | Mechanik     |
| 2006 | Spyker Squadron | Spyker C8 Spyder        | Peter Kox     |             | Rang 19     |              |